# Jüri Uluots
Jüri Uluots (Kirbla, 13. siječnja 1890. – Stockholm, 9. siječnja 1945.) estonski je pravnik, novinar i političar, najpoznatiji po tome što je od 1939. do 1945. bio premijer Estonije. Uz to, Uluots je bio iznimno cijenjeni odvjetnik te profesor prava i kasniji dekan Pravnog fakulteta Sveučilišta u Tartuu. 
Rođen je u tadašnjoj Estonskoj guberniji 1890. godine. S 20 godina upisuje studij prava na Carskom sveučilištu u Sankt Peterburgu, a diplomirao je 1918. godine. Kasnije je u Tartuu predavao rimsko i estonsko pravo sve do 1944. godine. Početkom 1920-ih i krajem 1930-ih bavio se i novinarskim poslom. Uluots je ipak najpoznatiji po svom političkom djelovanju, koje je započelo 1920. godine kada je prvi put izabran u Riigikogu. Njegova se parlamentarna karijera, uz prekide, nastavila sve do 1939. godine, a od 1938. do 1939. bio je i predsjednik tadašnjeg Donjeg doma estonskog parlamenta.
Godine 1939. izabran je za premijera te je bio na toj funkciji u trenutku sovjetske okupacije u lipnju 1940. godine. Sovjeti su po dolasku uspostavili marionetsku vladu na čijem je čelu bio Johannes Vares, dok je Uluots sa svojom vladom bio prisiljen ići u ilegalu, a kasnije i u izgnanstvo. U Estoniji se danas Vares ne priznaje kao estonski premijer te se Uluots smatra legalnim premijerom u razdoblju od 1940. do svoje smrti 1945. godine. Zapadne sile, među kojima i Sjedinjene Američke Države (Stimsonova doktrina), nisu priznale Varesovu vladu te su sovjetski ulazak u baltičke države smatrali nezakonitim.
Kada su sovjetske vlasti uhapsile i deportirale predsjednika Konstantina Pätsa, Uluots je, prema odredbama estonskoga ustava, postao premijer u službi Predsjednika Republike. Kada su nacisti napali sovjetsku Estoniju 1941. godine, komunistička je vlada svrgnuta. Uluotsu je ponuđeno da vodi novoformiranu Estonsku samoupravu, ali je on to odbio te se 1941. godine pridružio pokretu otpora.
Ipak, kada su Sovjeti uspjeli doći do starih estonskih granica u siječnju 1944. godine, Uluots je preko radija pozvao sve fizički sposobne Estonce rođene između 1904. i 1923. godine da se prijave u njemačke regrutacijske centre; poziv je bio uspješan te je u kratkom razdoblju registrirano oko 38 000 dobrovoljaca. Prije toga, Uluots se snažno protivio mobilizaciji estonskih građana. Ovaj potez nije značio Uluotsovu podršku nacistima, već je za cilj imao angažirati zapadnu pomoć i vratiti estonsku neovisnost, s obzirom na to da se Uluots nadao da će im Zapad pomoći ukoliko vide da se aktivno bore protiv sovjetskih trupa.
U ožujku 1944. godine, pokret otpora u okupiranoj Estoniji osnovao je Nacionalni odbor Republike Estonije. Do travnja iste godine, njemačke su sigurnosne službe uhapsile velik dio članova odbora. Cilj Odbora bila je uspostava privremene vlade u razdoblju od očekivanog njemačkog povlačenja do dolaska Crvene armije, koja se od veljače nalazila na estonskoj granici. Odbor je u travnju utvrdio kako je Pätsovo imenovanje Varesa za premijera bilo nezakonito te da je Uluots od 21. lipnja 1940. godine bio zakoniti premijer u službi Predsjednika Republike. U lipnju 1944. godine, Uluots je imenovao Otta Tiefa kao svog zamjenika. Tief je u rujnu 1944. godine postao novi čelnik vlade nakon njemačkog povlačenja, a na tu ga je funkciju imenovao sam Uluots. Dana 20. rujna 1944. godine proglašena je estonska nacionalna vlada, a vojska je preuzela državne prostorije u Toompeji i natjerala njemačke trupe na odlazak.
Tiefova je vlada napustila Tallinn prije dolaska Crvene armije te djelovala u ilegali. Sovjeti su na koncu ipak pohapsili većinu članova vlade, koji će kasnije biti žrtve žestoke državne represije ili će skončati u gulazima na Sibiru. Preostali članovi vlade preselili su se u Stockholm, odakle je Estonska vlada u izgnanstvu djelovala od 1944. do 1992. godine, kada je ponovo uspostavljena estonska neovisnost. Uluots je nastavio voditi vladu sve do svoje smrti 9. siječnja 1945. godine od posljedica raka želudca, nedugo nakon svog dolaska u Stockholm.

## Vanjske poveznice
- Vestlusi professor Uluotsaga praeguse olukorra kohta – Postimees.ee
- Jüri Uluotsast riik.ee veebilehel
- "Eesti muistsest riiklikust ja ühiskondlikust korrast"  Arhivirana inačica izvorne stranice od 26. lipnja 2015. (Wayback Machine) Looming, nr. 6/1932
- "Jüri Uluots ja õiguslik järjepidevus"[neaktivna poveznica] Eesti Ekspress, 31. jaanuar 2005
- JÜRI ULUOTSA ÜLESKUTSE (Esinemine raadios 17. augustil 1944. Ajaleht Uus Elu, 20. august 1944)